# 辛斯海姆
辛斯海姆（德語：Sinsheim，發音：[ˈzɪnshaɪm] ⓘ）是德国巴登-符腾堡州卡尔斯鲁厄行政区莱茵-内卡县的城市，面积126.99平方千米，2023年12月31日人口为36,978人。
辛斯海姆汽车与技术博物馆和德甲球队霍芬海姆1899的主场莱茵-内卡竞技场即位于辛斯海姆。

## 友好城市
辛斯海姆与以下城市结为友好城市：
- 匈牙利 包爾奇
- 法國 隆盖-瑞梅勒